# Communauté d’agglomération du Grand Avignon
Die Communauté d’agglomération du Grand Avignon (COGA) ist ein französischer Gemeindeverband mit der Rechtsform einer Communauté d’agglomération in den Départements Vaucluse und Gard der Regionen Provence-Alpes-Côte d’Azur und Okzitanien. Sie wurde am 22. Dezember 2000 gegründet und umfasst 16 Gemeinden rund um Avignon. Der Verwaltungssitz befindet sich im Ort Le Pontet.

## Historische Entwicklung
Der Gemeindeverband wurde am 22. Dezember 2000 als Nachfolger einer Communauté de communes gegründet, die seit 1995 existierte, und trat am 1. Januar 2001 in Kraft.
Am 1. Januar 2009 trat die Gemeinde Entraigues-sur-la-Sorgue ein.
Mit Wirksamkeit vom 1. Januar 2017 schlossen sich die Gemeinden Montfaucon und Roquemaure dem hiesigen Verband an.
Mit Wirksamkeit vom 1. Januar 2018 verließ die Gemeinde Montfaucon den hiesigen Verband und schloss sich der Communauté d’agglomération du Gard Rhodanien an.

## Mitgliedsgemeinden
| Gemeinde                                    | Einwohner 1. Januar 2022 | Fläche km² | Dichte Einw./km² | Code INSEE | Postleitzahl | Region                     | Département |
| ------------------------------------------- | ------------------------ | ---------- | ---------------- | ---------- | ------------ | -------------------------- | ----------- |
| Avignon                                     | 91.760                   | 64,91      | 1.414            | 84007      | 84000        | Provence-Alpes-Côte d’Azur | Vaucluse    |
| Caumont-sur-Durance                         | 5.499                    | 18,23      | 302              | 84034      | 84510        | Provence-Alpes-Côte d’Azur | Vaucluse    |
| Entraigues-sur-la-Sorgue                    | 8.888                    | 16,57      | 536              | 84043      | 84320        | Provence-Alpes-Côte d’Azur | Vaucluse    |
| Jonquerettes                                | 1.597                    | 2,57       | 621              | 84055      | 84450        | Provence-Alpes-Côte d’Azur | Vaucluse    |
| Le Pontet                                   | 17.985                   | 10,77      | 1.670            | 84092      | 84130        | Provence-Alpes-Côte d’Azur | Vaucluse    |
| Les Angles                                  | 8.694                    | 17,64      | 493              | 30011      | 30133        | Okzitanien                 | Gard        |
| Morières-lès-Avignon                        | 8.996                    | 10,35      | 869              | 84081      | 84310        | Provence-Alpes-Côte d’Azur | Vaucluse    |
| Pujaut                                      | 3.911                    | 23,50      | 166              | 30209      | 30131        | Okzitanien                 | Gard        |
| Rochefort-du-Gard                           | 8.067                    | 34,03      | 237              | 30217      | 30650        | Okzitanien                 | Gard        |
| Roquemaure                                  | 5.528                    | 26,22      | 211              | 30221      | 30150        | Okzitanien                 | Gard        |
| Saint-Saturnin-lès-Avignon                  | 5.211                    | 6,25       | 834              | 84119      | 84450        | Provence-Alpes-Côte d’Azur | Vaucluse    |
| Sauveterre                                  | 2.013                    | 13,09      | 154              | 30312      | 30150        | Okzitanien                 | Gard        |
| Saze                                        | 2.097                    | 12,60      | 166              | 30315      | 30650        | Okzitanien                 | Gard        |
| Vedène                                      | 11.799                   | 11,18      | 1.055            | 84141      | 84270        | Provence-Alpes-Côte d’Azur | Vaucluse    |
| Velleron                                    | 3.138                    | 16,39      | 191              | 84142      | 84740        | Provence-Alpes-Côte d’Azur | Vaucluse    |
| Villeneuve-lès-Avignon                      | 12.950                   | 18,27      | 709              | 30351      | 30400        | Okzitanien                 | Gard        |
| Communauté d’agglomération du Grand Avignon | 198.133                  | 302,57     | 655              | –          | –            | –                          | –           |